# Anoplodactylus stri
Anoplodactylus stri är en havsspindelart som beskrevs av Child, C.A. 1979. Anoplodactylus stri ingår i släktet Anoplodactylus och familjen Phoxichilidiidae. Inga underarter finns listade i Catalogue of Life.